# Wiiの間
Wiiの間（ウィーのま）は、かつてWiiの間株式会社（任天堂と電通の関連会社）が運営していたWii向けの動画配信サービス（ビデオ・オン・デマンド）および、そのサービスを利用するためのWiiチャンネルである。通常、Wiiチャンネルはタイトルに「チャンネル」という名称が付くが、このチャンネルは例外で「Wiiの間チャンネル」ではなく「Wiiの間」が正式名称である。
日本にて2009年5月1日よりサービスが開始され、2012年4月30日にサービス終了。Wiiの間株式会社は2012年10月1日付で「任天堂ネットワークサービス株式会社」に名称を変更する形で存続していたが、清算が結了し2018年3月28日付で法人格が消滅した。
このチャンネルはWiiをインターネットに接続して『Wiiショッピングチャンネル』内の「Wiiチャンネル」からダウンロードすることで利用可能となっていた。無料でダウンロードできて利用も原則無料であるが2009年11月21日より有料動画の配信（ホームシアター）も行われていた。

## 概要
一般家庭のお茶の間を摸した「Wiiの間」にプレイヤーのMiiを配置し、そこにあるテレビ（「Wiiの間」テレビ）を通して動画を視聴するシステムであった。間取りは洋間であるが部屋の中心にはちゃぶ台があり、ちゃぶ台が「Wiiの間」のアイコンとなっていた。
主にオリジナルの動画コンテンツが配信されていたが、スポンサーのPR動画には既存のコンテンツ も含まれていた。ジャンル・ターゲットは特に絞られていないが、家族で見られる番組が中心となっていた。
コンテンツは当初は全て無料で配信されていたが、2009年11月21日のリニューアルにより有料で配信される「シアターの間」（現・ホームシアター）が追加された。動画を見終わった後、動画の内容に対する評価の投票を『Wiiの間』に登録した各Mii（それぞれのMiiに対応したプレイヤー）ごと個別に行う必要があった。評価方法は、動画内容が面白かったどうか「◎・○・△・×」の4段階評価 と、他者にこの動画をお勧めしたいかどうかという2つの質問からなっていた。
配信されている映像には著作権等の関係上コピーガード信号が混入していたため、BDレコーダーやDVDレコーダー等のデジタル式レコーダーで録画する事は出来なかった。VHSビデオ等のアナログ式レコーダーには録画可能（マクロヴィジョンやカラーストライプ等とは異なるため、同コピーガード特有の症状は出ない）だが、コピーガード信号も記録されるため、そこからデジタル式レコーダーへの録画はできなかった。
2009年10月26日までに、重複なしで約93万世帯248万人が利用（動画を1つ以上視聴し評価）。2012年2月の段階では、ダウンロード数は約449万、累計利用者は約881万人。

## いろんな間
パートナー企業による無料動画コンテンツを紹介するコーナー。Wiiの間の（観葉植物もしくは）「Wiiの間テレビ」のショートカットから移動する。スポンサーのPR動画のほか、以下のようなコンテンツがあった。
- ポケモンの間（2009年11月21日 - 2010年2月28日）

ポケモン関連施設の紹介や旧作アニメ（期間限定）など。
- 福袋の間（2010年1月1日 - 5日）

お正月限定の間、食品やグッズの詰め合わせなどが抽選でプレゼントされた。2011・2012年にも実施された。
- バレンタインの間（2010年2月11日 - 14日）

バレンタイン限定の間、チョコやお菓子などが抽選でプレゼントされた。
- 新しいことはじめよう!の間（2010年3月27日 - 4月11日）

新しい事を始めたい人を応援する期間限定の間。プレゼントもあった。
- NHK平和アーカイブスの間（2010年8月6日 - 15日）

NHKが過去に放送した戦争及び平和に関する番組を配信。
- 今週のプレゼントの間（2010年9月1日 - 10月23日）

毎週抽選でいろいろな商品が当たる間。
- よしもとの間（2009年8月13日 - 2010年10月31日）

吉本興業所属芸人のライブ映像（漫才、コント、新喜劇）や映画（YOSHIMOTO DIRECTOR'S 100 〜100人が映画撮りました〜）、アニメ「ヨシモトムチッ子物語」など。オリジナルコンテンツに「ヨシモト 4WEEKS NOW」（よしもとアール・アンド・シー等のPR動画、ナビゲーター・藤井隆）、「ぐっさんの間」（山口智充によるコント番組）、「おべんきょじゅにあ」（千原ジュニアがさまざまな授業を受ける番組）があった。
- ワーナーの間（2009年12月25日 - 2011年9月30日）

新作劇場映画やシアターの間コンテンツの予告編など。
期間限定（2010年2月5日 - 7日）でテレビドラマ『FRINGE』第1話の無料公開を行った。
- クッキングの間（2011年4月30日 - 2012年3月21日）

過去に配信されたWiiの間クッキングを厳選して配信していた。
- 音楽の間（2009年11月21日 - 2012年3月31日）

レコチョクによる提供で、着うたランキングやアーティストのインタビュー動画など。動画の最後にレコチョク携帯サイトのQRコードが表示された。
- みんなの間（2010年6月21日 - 2012年4月30日）

色々な作品やアイデアを募集し、入選作品を展示する間。入選するとオリジナルグッズがプレゼントされた。
- ベルメゾンくらしの間（2011年7月20日 - 2012年4月30日）

Wiiの間ショッピングで購入できるオススメ商品やアイデアグッズなどを紹介。
- カービィの間（2011年10月8日 - 2012年4月30日）

星のカービィの新作ゲーム情報、オリジナルアニメを厳選して無料で配信。
- Miiの間（2011年12月22日 - 2012年4月30日）

Miiをテーマにした間。ミニゲームもあった。
- ディズニーの間（2011年12月22日 - 2012年4月30日）

ディズニーアニメを厳選して無料で配信、週替わりで更新。
- ありがとうの間（2012年3月3日 - 4月30日）

3年間のご愛顧の感謝の気持ちを込めて抽選でオリジナルグッズがプレゼントされた。

## ホームシアター
2009年11月21日よりWiiの間に併設されていた有料動画配信サービス。2010年11月1日のリニューアルまでは「シアターの間」という名称だった。
作品購入（レンタル）にはWiiポイントを使用し、レンタル期間中は何度でも視聴できた。
Wiiの間終了後は、それより前にみんなのシアターWiiがサービスを終了していたこともあり、Wiiでの有料動画配信サービスが存在しない状態だったが、2012年8月よりHuluがWii向けのサービスを開始した。

## Wiiの間ショッピング
2010年11月1日にサービス開始された、Wiiの間でネットショッピングができる機能（電話注文も可能）。開始時の参加企業は千趣会、千趣会イイハナ、シヤチハタの3社。三越伊勢丹も参入を検討していた。

## どこでもWiiの間
どこでも Wiiの間（どこでも ウィーのま）は、Wiiの間で配信されている映像をニンテンドーDSiに持ち出して外出先などで視聴するためのニンテンドーDSiウェアである。DSi内蔵メモリ使用ブロック数は120ブロック。
映像は本体に保存できるほか、別売りのSDメモリーカードでも保存できた。本体に保存できるブロックは93ブロックまでで短い映像分の容量のみ保存できるが、長時間の映像は容量が大きくDSi本体メモリには足りないのでSDメモリーカードが必須となっていた。

Wiiの間同様、2009年5月1日に配信が開始され、2012年4月30日に配信終了した。

## コンシェルジュMii
コンシェルジュMiiとは、おすすめ番組を紹介するために部屋を訪れる、有名人やオリジナルキャラクターのMiiである。メッセージボードの最近のお客様一覧（表示される履歴は新しい順に10人まで）から、呼び出しの電話を掛けることができた（ただし、2010年11月1日以降は呼び出しのアニメーションは表示されなくなった）。2010年11月1日のリニューアルからは、一部を除いたコンシェルジュに音声が追加された。

## 参入企業

### 番組制作
- 電通
- テレビマンユニオン
- ROBOT（制作協力）
- オフィス・トゥー・ワン（制作協力）
- イースト・エンタテインメント
- ディ・コンプレックス
- テレビ朝日
- 日本テレビ
- ユーコム
- TBSテレビ
- 共同テレビ
- フジテレビ（制作協力）
- テレビ東京

### 企業の間
- ダイワハウス（2009年7月4日 - 11月2日）
- セブン&アイ・ホールディングス（2009年5月1日 - 12月31日）
- ユニリーバ（2009年5月1日 - 12月31日）
- 日本郵便（2009年11月21日 - 12月31日）
- ロッテ・ガーナチョコレート（2009年11月21日 - 2010年1月9日）
- 日本ユニセフ協会（2009年11月21日 - 2010年1月18日）
- ライフネット生命（2009年12月22日 - 2010年1月20日）
- 永谷園（2009年12月18日 - 2010年2月28日）
- 明光義塾（2009年12月13日 - 2010年4月1日）
- アフラック（2009年12月22日 - 2010年4月1日）
- 江崎グリコ（2009年12月24日 - 2010年4月1日）
- バンダイ・ハイパーヨーヨー（2010年3月31日 - 5月5日）
- マックスファクター・イリューム（2010年6月21日 - 7月21日）
- ワオ・コーポレーション（2010年7月22日 - 8月24日）
- イオン（2009年5月1日 - 2010年8月31日）
- アサヒ飲料（2010年7月1日 - 8月31日）
- ローム（2010年7月17日 - 9月18日）
- 田中貴金属工業（2010年10月10日 - 11月30日）
- 日立マクセル（2010年12月3日 - 20日）
- 日本生命（2010年12月20日 - 2011年1月19日）
- セキスイハイム（2011年1月1日 - 1月31日）
- 東京海上日動火災保険（2010年12月23日 - 2011年2月13日）
- 大塚製薬・ソイッシュ（2011年2月1日 - 2月25日）
- HONDA（2009年5月1日 - 2011年3月31日）
- Jリーグ（2009年11月21日 - 2011年3月31日）
- ニコン（2009年8月17日 - 11月20日、2010年3月6日 - 6月30日、8月1日 - 9月30日、11月21日 - 2011年4月9日）
- リコー（2011年2月26日 - 4月9日）
- ベネッセコーポレーション（2011年3月11日 - 4月20日）
- エディオン（2011年3月8日 - 6月7日）
- ファイザー（2011年5月20日 - 6月20日）
- サンリオ（2011年6月1日 - 8月1日、11月20日 - 2012年1月25日）
- 日本公文教育研究会（2012年1月26日 - 2月14日）
- レノボ（2011年12月31日 - 4月30日）

## 歴代ポスター
この項目では、2009年5月1日のサービス開始時から2010年11月30日までに飾られた歴代のポスターを記載する。
1. Wii Fit
2. Wii Sports Resort
3. 映画『ハリー・ポッターと謎のプリンス』
4. 映画『ナイト・ミュージアム2』
5. 映画『ホッタラケの島』
6. 豆しば
7. 豆しば（2回目）
8. ポップンミュージックWii
9. 豆しば（3回目）
10. デュエル・マスターズ
11. 豆しば（4回目）
12. ファミリーチャレンジWii
13. 豆しば（5回目）
14. 旭化成「豆しばグッズキャンペーン」
15. 年末ジャンボ宝くじ
16. 映画『アバター』
17. 豆しば（6回目）
18. （この間不明）
19. シアターの間『スラムダンク』
20. シアターの間『ゲゲゲの鬼太郎(第3期)』
21. シアターの間『Yes!プリキュア5』
22. シアターの間『TBSオンデマンド』
23. シアターの間『ブラック・ジャック』
24. シアターの間『トムとジェリー』
25. シアターの間『ジャングル大帝』
26. シアターの間『フランダースの犬』
27. シアターの間『キテレツ大百科』
28. シアターの間『とっとこハム太郎』
29. シアターの間『ブラック・ジャック 第51話無料!』
30. シアターの間『パーマン』
31. 映画『キャッツ&ドッグス』
32. 夏休み限定!ロームの間
33. アサヒ飲料『Wii Fit Plusキャンペーン』
34. シアターの間『ブラック・ジャック 第0話無料!』
35. シアターの間『怪談レストラン』
36. シアターの間『エスパー魔美』
37. シアターの間『怪談レストラン』（2回目）
38. シアターの間『うちの3姉妹』
39. シアターの間『毛糸のカービィ発売記念 星のカービィ コピー大特集スペシャル!』
40. Hondaの間『ハイブリッド NEW フィット』